# Johann Gottfried Bremser
Johann Gottfried Bremser (född 19 augusti 1767 i Wertheim, död 21 augusti 1827 i Wien) var en tysk läkare parasitolog och auktor.
Bremser studerade zoologi i Jena, där han tog examen 1792. Han började studera medicin i Wien. År 1806 började han arbeta på Wiens naturhistoriska museum där han blev intendent 1811. År 1815 reste han till Paris för att fortsätta sin forskning. Utöver sitt arbete kring parasiter, är han författare till en av de första artiklarna om helmintologi och han publicerade artiklar om scharlakansfeber, mässling och vaccin.